# Curaca (Incaleider)
Curaca was bij de Inca's de leider van een bondgenootschap tussen diverse Ayllu. Deze functie werd erfelijk opgevolgd.